# SV 05 Insterburg
SV 05 Insterburg was een Duitse voetbalclub uit het Oost-Pruisische Insterburg, dat tegenwoordig tot Rusland behoort.

## Geschiedenis
De club werd in 1905 opgericht. de club speelde in de lokale Bezirksliga, waarvan de kampioen zich plaatste voor de Oost-Pruisische eindronde. De eerste jaren werd de competitie gedomineerd door FC Preußen Gumbinnen en stadsrivaal FC Preußen Insterburg. In 1921 kon de club zich voor het eerst voor de eindronde plaatsen en verloor daar van SC Lituania Tilsit. De volgende jaren eindigde de club in de subtop. In 1926 werd de club wel de winnaar, maar door een competitiehervorming was er geen eindronde voor de winnaars van dat jaar. Na dit seizoen werd de Ostpreußenliga ingevoerd die de zeven Bezirksliga's verving. Insterburg plaatste zich niet maar mocht het jaar erop wel deelnemen aan de kwalificatieronde om te promoveren en slaagde hierin. De volgende drie seizoenen werd de club telkens knap vierde. In 1930 werd de competitie weer afgevoerd en vervangen door drie Bezirksliga's. De club won alle tien de wedstrijden en plaatste zich voor de eindronde, waarin ze derde werden achter de twee grote clubs uit Königsberg. Het volgende seizoen werd de club vicekampioen achter SpVgg Memel, maar kon zich via de eindronde plaatsen voor de groepsfase om de titel, waar ze nu echter laatste werden. Het volgende seizoen werd de club voorlaatste. Door de strenge winters in het Baltische gebied werd de competitie van 1932/33 in 1931 al begonnen en de geplande competitie van 1933/34 al in 1932. Nadat de NSDAP aan de macht kwam werd de competitie door heel Duitsland grondig geherstructureerd. De Gauliga Ostpreußen werd ingevoerd en het seizoen 1933/34, dat al begonnen was werd niet voltooid. Wel werd op basis van die eindrangschikking het aantal teams voor de Gauliga bepaald. Uit de Bezirksliga Nord plaatsten zich drie teams, echter was SV Insterburg laatste geëindigde.
Na één seizoen kon de club wel promotie afdwingen en werd vijfde in zijn groep. Na dit seizoen werden de clubs uit de Gauliga en de Bezirksklasse samen gevoegd en was de Bezirksklasse de voorronde van de Gauliga, waarvan de top twee zich kwalificeerde voor de eigenlijke Gauliga. In het eerste seizoen werd de club laatste en degradeerde naar de Kreisklasse. Na drie seizoenen werd dit systeem herroepen en keerde de club terug naar de Bezirksklasse. De club werd kampioen en omdat de clubs uit Danzig en Elbing werden overgeheveld naar de nieuwe Gauliga Danzig-Westpreußen promoveerde de club zonder verdere eindronde terug naar de Gauliga en eindigde drie seizoenen op rij bij de laatste twee. In 1943/44 werd de club gedeeld met SV 1910 Allenstein vicekampioen achter VfB Königsberg.
Na de Tweede Wereldoorlog werden alle Duitse clubs in Oost-Pruisen ontbonden.